# SN 2008ax
SN 2008ax是利克天文台的卡兹曼自动成像望远镜和日本天文学家板垣公一在2008年3月3日发现的位于猎犬座的漩涡星系NGC 4490的超新星。它是2008年第三亮的超新星。